# (6386) Keithnoll
(6386) Keithnoll es un asteroide perteneciente al grupo de asteroides que cruzan la órbita de Marte descubierto el 10 de julio de 1989 por Henry E. Holt desde el Observatorio del Monte Palomar, Estados Unidos.

## Designación y nombre
Designado provisionalmente como 1989 NK1. Fue nombrado por el descubridor de numerosas binarias transneptunianas, Keith Noll (n. 1958), del Instituto de Ciencias del Telescopio Espacial, también ha detectado y explotado trazadores moleculares útiles (como el monóxido de carbono y el ozono) en enanas marrones y planetas gigantes. También es el creador del proyecto Hubble Heritage de imágenes HST.

## Características orbitales
(6386) Keithnoll está situado a una distancia media del Sol de 2,272 ua, pudiendo alejarse hasta 2,956 ua y acercarse hasta 1,587 ua. Su excentricidad es 0,301 y la inclinación orbital 8,734 grados. Emplea 1250,47 días en completar una órbita alrededor del Sol.

## Características físicas
La magnitud absoluta de (6386) Keithnoll es 12,75. 